# Burg Karak
Die Burg Karak (arabisch قلعة الكرك, DMG Qalʿat al-Karak) ist eine große mittelalterliche Burg in al-Karak, Jordanien. Sie ist eine der größten Burgen in der Levante. Der Bau begann in den 1140er Jahren unter Pagan und Fulko, dem König von Jerusalem. Umgangssprachlich wurde sie auch als Krak der Wüste bezeichnet.

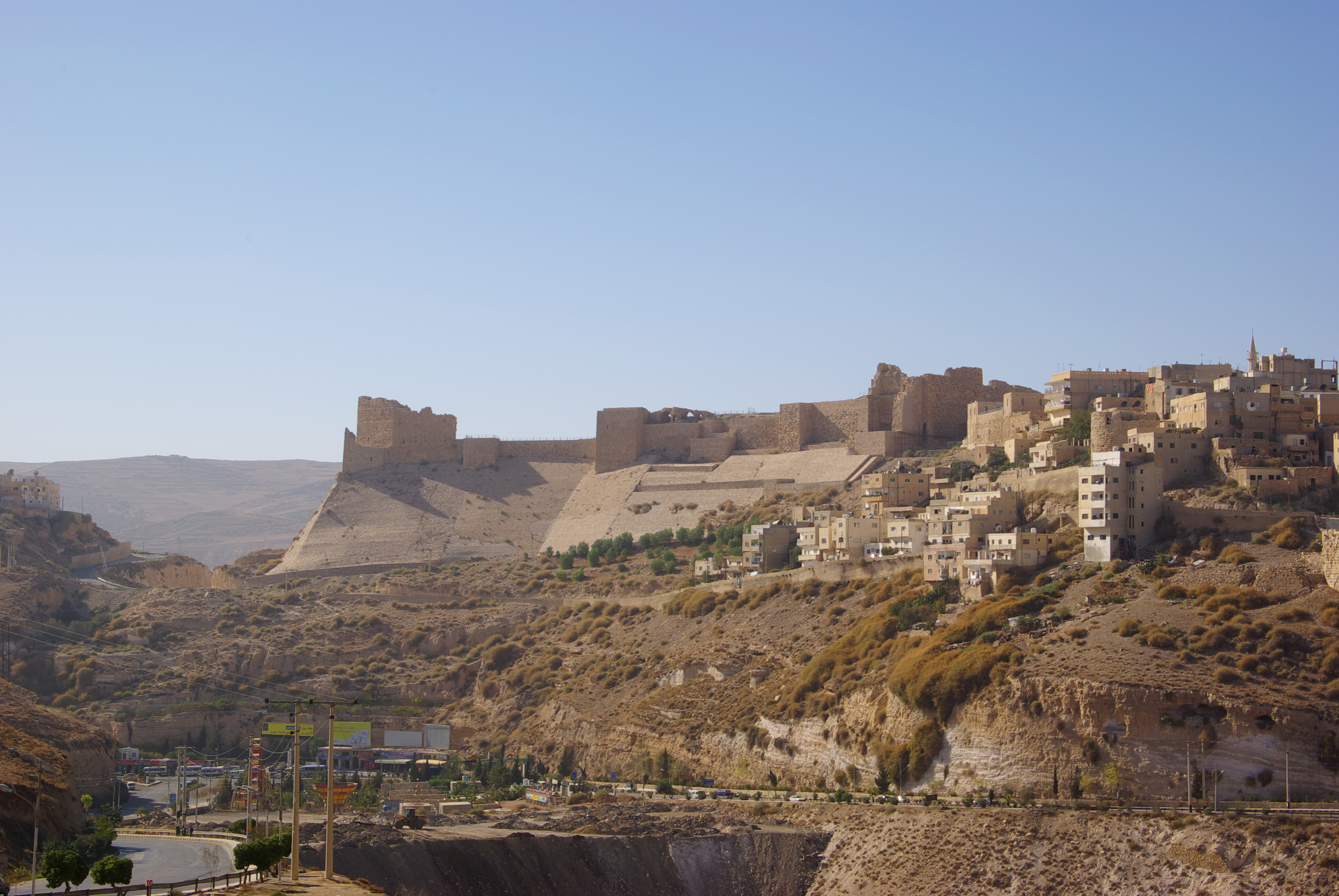
Burg Karak (2009)

## Geschichte

### Zeit der Kreuzfahrer
Pagan der Mundschenk saß als Herr von Oultrejordain in der Burg von Montreal. Um 1142 ließ er die Burg Karak errichten und baute diese stärkere Festung zum neuen Zentrum seiner Macht aus. Aufgrund ihrer Lage östlich des Toten Meeres konnte die Burg Karak sowohl die Beduinenhirten als auch die Handelswege von Damaskus nach Ägypten und Mekka kontrollieren. Seine Nachfolger, sein Neffe Maurice und Philipp von Milly, fügten der Burg Karak Türme hinzu. Zusätzlich schützten sie die Nord- und Südseite mit zwei tiefen, in den Fels gehauenen Gräben (der südliche Graben diente auch als Zisterne). Das bemerkenswerteste architektonische Merkmal der Kreuzfahrerarchitektur, das noch erhalten ist, ist die Nordmauer, in die riesige gewölbte Säle auf zwei Ebenen eingebaut sind. Diese wurden als Wohnräume und Ställe genutzt und erfüllten im Kriegsfall mit dem Blick auf den Burgzugang und als Schutz vor den Geschossen der Belagerungsmaschinen eine Verteidigungsfunktion.
Im Jahr 1176 gelangte Raynald de Châtillon in den Besitz der Burg Karak, nachdem er Stephanie von Milly, die Witwe von Humfried III. von Toron (und Schwiegertochter von Humfried II. von Toron) geheiratet hatte. Von der Burg Karak aus bedrohte Raynald die Handelskamelzüge und versuchte sogar einen Angriff auf Mekka selbst. Als Reaktion auf Raynalds Angriffe belagerte Saladin im Jahr 1183 die Burg (Belagerung von Karak (1183)). Die Belagerung fand während der Hochzeit von Humfried IV. von Toron und Isabella I. von Jerusalem statt. Saladin stimmte nach einigen Verhandlungen und in ritterlicher Absicht zu, die Gemächer der beiden nicht anzugreifen, während seine Belagerungsmaschinen den Rest der Burg angriffen. Die Belagerung wurde schließlich von Balduin IV. von Jerusalem aufgehoben.
Saladin belagerte Karak erneut im April und Mai 1184. Er versuchte, die Gräben zuzuschütten, die verhinderten, dass die Belagerungsmaschinen in Reichweite der Burgmauer kamen. Wie schon bei der ersten Belagerung von Karak zogen Saladin und seine Männer ab, bevor ein verstärktes Kreuzfahrerheer der Burg zu Hilfe kommen konnte. Diese Belagerung dauerte nur vier Wochen.
Die letzte Belagerung des 12. Jahrhunderts wurde von Sa’d ad-Din, dem Gatten einer Nichte Saladins, ab Mai 1187 angeführt (Belagerung von Karak (1187–1188)). Im Gegensatz zu den vorangegangenen Belagerungen war das muslimische Heer nicht durch ein Entsatzungsheer der Kreuzfahrer bedroht, verfügte aber über keine Belagerungsmaschinen. Während die Belagerung andauerte, vernichtete Saladin das Heer der Kreuzfahrerstaaten in der Schlacht bei Hattin, sodass die Kreuzfahrer nicht mehr ausreichend Truppen zur Verstärkung von Karak aufstellen konnten. Das muslimische Heer schnitt die Versorgungswege der Burg ab und Karak ergab nach anderhalbjähriger Belagerung im November 1188. Nach dem Fall von Karak hielt die Burg von Montreal, die von Karak zuvor als Zentrum der Herrschaft abgelöst worden war, noch einige Monate stand, bis sie im Mai 1189 ebenfalls kapitulierte.

### Zeit der Ayyubiden
Unter den Ayyubiden diente Karak als Verwaltungszentrum für alle Regionen Jordaniens. Als Saladins Bruder al-ʿAdil die Kontrolle über die Burg erlangte, machte er sie zum Sitz einer seiner Schatzkammern; Karak sollte für den Rest der Ayyubiden-Dynastie als Sitz einer königlichen Schatzkammer dienen. Während einiger interner Konflikte zwischen Mitgliedern der Ayyubiden-Dynastie in den 1230er und 40er Jahren war Karak eines der drei Fürstentümer, die unabhängig bleiben konnten. Die Burg wurde 1249 vom ägyptischen Sultan as-Salih Ayyub zurückerobert. Karak war für die Ayyubiden so relevant, dass nur die Statthalter von Karak und Damaskus ihre offizielle Korrespondenz auf rotem Papier führen durften.

### Zeit der Mamluken
Im Jahr 1263 stand Karak unter der Herrschaft des mamlukischen Sultans Baibars. Er vergrößerte die Stadt und baute einen Turm an der nordwestlichen Ecke. Auch unter den Mameluken blieb Karak ein wichtiges Verwaltungszentrum. Ibn ʿAbd az-Zahir berichtet, dass die Burg vier Ministerien beherbergte: das Armeeministerium, das Finanzministerium, das Ministerium von Karak und die Kanzlei. Aufgrund der Bedeutung der Burg unterhielt sie eine bedeutende Streitmacht, die unter der Herrschaft von al-Mughīth mindestens 700 Reiter umfasste.

### Zeit der Ottomanen
Während des Osmanischen Reiches spielte die Burg aufgrund ihrer strategischen Lage an der Kreuzung zwischen der Arabischen Halbinsel, Ägypten und der Region Syrien eine wichtige Rolle.
Im Jahr 1834 flüchteten die Anführer des Bauernaufstands in Palästina nach Karak. Ibrahim Pascha von Ägypten belagerte die Burg und zerstörte dabei einen Großteil der Befestigungsanlagen.
Im Jahr 1893 stellten die osmanischen Behörden die Kontrolle über das Gebiet wieder her, indem sie einen mutasarrıf (Gouverneur) mit Sitz in der Burg Karak und einer Garnison von 1400 Mann, darunter 200 Kavalleristen, einsetzten. Teile der Burg wurden wieder genutzt. Die Zerstörung des Bauwerks war auch darauf zurückzuführen, dass Einheimische Steine entfernten, die Kaliumnitrat („Salpeter“) enthielten, das zur Herstellung von Schießpulver verwendet wird. Der Mittelalterhistoriker Paul Deschamps untersuchte die Kreuzritterburgen in den 1920er Jahren. Zu den wichtigen Forschungsarbeiten von Deschamps gehört, dass er und der Architekt François Anus 1929 die ersten genauen Pläne der Burg von Karak erstellten.
Am 18. Dezember 2016 wurde die Burg Ziel eines terroristischen Anschlags. 14 Menschen wurden getötet und 34 verletzt, die meisten von ihnen jordanische Sicherheitskräfte und lokale Zivilisten. Auch ein kanadischer Tourist wurde getötet.

## Heutige Situation
Während die Burg Karak in der Vergangenheit dazu diente, das Vermögen der Kreuzfahrerstaaten im lateinischen Königreich Jerusalem zu schützen, ist sie heute ein Tourismusziel für Reisende entlang der alten Königsstraße. 1985 verfehlte Karak die Aufnahme in die Liste der UNESCO-Stätten, da repräsentativere Kreuzritterburgen in Transjordanien in besserem Zustand existieren.
In Ridley Scotts Film Königreich der Himmel (2005) spielt die Burg eine Rolle.
Das nahe gelegene Archäologiemuseum al-Karak stellt die lokale Geschichte und Archäologie der Region um die Burg – das Land Moab – von der Vorgeschichte bis zur islamischen Zeit vor. Die Geschichte der Kreuzritter und Muslime auf der Burg und in der Stadt Karak wird ausführlich dargestellt. Ursprünglich im Unteren Burghof untergebracht, ist das Museum 2019 in ein historisches osmanisches Gebäude außerhalb der Burg und gegenüber der Hauptburgmauer umgezogen.